# جمعية الفلم الأمريكي
جمعية الفيلم الأمريكي (بالإنجليزية: (The Motion Picture Association of America (MPAA) هي جمعية أمريكية غير ربحية تمثل الاستوديوهات الخمسة الكبرى في هوليوود، بالإضافة إلى نتفلكس. تأسست عام 1922 بأسم جمعية موزعي ومنتجي الأفلام، هدفها تحسين المصالح التجارية لأعضائها وإدراة نظام تقييم الأفلام. السناتور الديموقراطي السباق «كريس دود» هو الرئيس الحالي للجمعية.
تهدف الجمعية أيضاً إلى حماية أعضائها فكرياً من جرائم النشر وسرقة الملكية الفكرية. فهي تسعى إلى الرقي في إدارة تكنولوجيات الحقوق الرقمية، مما دفع البعض للقول أنها تنتهك حقوق المستهلك وأخرى ن حين تحاول أن توازين بين حقوق الفنان وحق المستهلك.
قامت الجمعية بدور كبير للغاية في غلق العديد من مواقع تبادل ملفات الأفلام والتي كانت الأفلام الغير مصرح بها للعرض العام تحمل من الشبكة مجاناً.و قد ظهرت معالم هذه الجمعية في هذا المجال حينما تم غلق موقعي "LokiTorrent" و"EliteTorrent" (من أكبر مواقع التورنت في العالم)، وتم الإعلان عن غلق الموقعين لتشجيعهما النشر غير الشرعي لمواد محفوظة الحقوق.

## وصلات خارجية
- الموقع الرسمي
- MPPDA Digital Archives (1922-1939)
- Motion Picture Association of America. Production Code Administration records، Margaret Herrick Library, Academy of Motion Picture Arts and Sciences

لا توجد روابط لمواقع التواصل الاجتماعي.